# BMW R 1100 RT
BMW R 1100 RT je motocykl kategorie cestovní motocykl, vyvinutý firmou BMW, vyráběný v letech 1996–2001. Jeho předchůdcem byl model BMW R 100 RT, nástupcem se stal model BMW R 1150 RT. Sesterské modely jsou sportovní BMW R 1100 RS a nakedbike BMW R 1100 R. Vyráběn byl v Berlíně-Spandau.
Standardně byl vyráběn s protiblokovacím systémem ABS. Konkurenci představují Honda ST 1100 Pan European, Honda Gold Wing a Triumph Trophy 1200. Oblíbený byl jako policejní motocykl.

## Technické parametry
- Rám: ocelový příhradový
- Suchá hmotnost:
- Pohotovostní hmotnost: 282 kg
- Maximální rychlost: 200 km/h
- Spotřeba paliva: 4,7 l/100 km

## Galerie

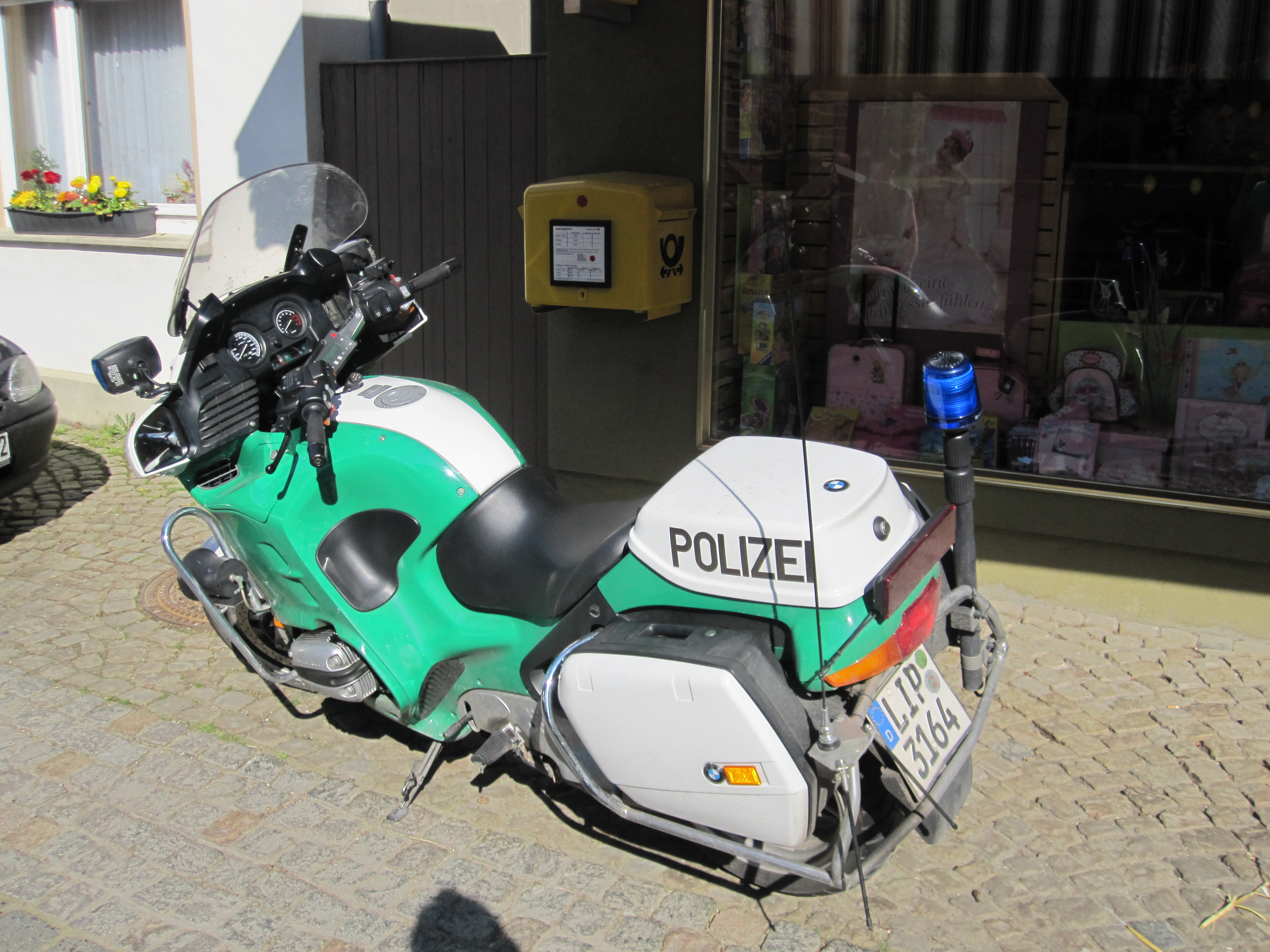
BMW R1100 RT německé policie
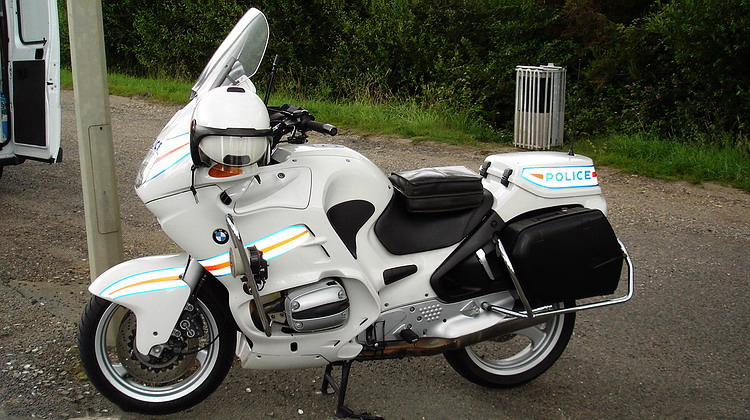
BMW R1100 RT francouzské policie
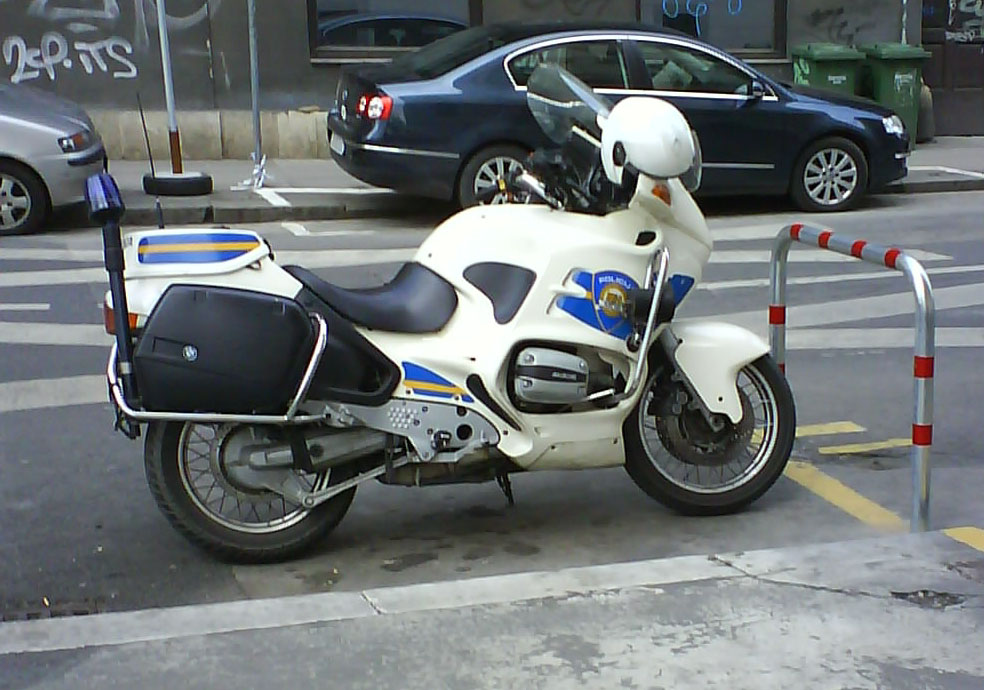
BMW R1100 RT chorvatské policie